# Епархија темишварска
Епархија темишварска је епархија Српске православне цркве са седиштем у Темишвару, где налази и саборна црква епархије. Темишварска епархија је основна верска установа за Србе у Румунији.
Архијереј администратор је митрополит Лукијан (Пантелић), а архијерејски заменик је протојереј-ставрофор Маринко Марков.

## Историјат
Први писани трагови о постојању епархије досежу до 16. века, а тада се јавља у опсегу српске Пећке патријаршије. Значајна је чињеница да су Срби на овим просторима имали развијен црквени живот много пре Велике сеобе 1690., а један од овдашњих епископа српских, Исаија (Ђаковић), постао је један од најчвршћих ослонаца придошлом патријарху Арсенију III Чарнојевићу. И по Великој сеоби, и дуго по заснивању Крушедолске (1708), односно Карловачке митрополије (1713), Темишварска епархија је остала у надлежности Београдске митрополије, све до сједињења Београдске и Карловачке митрополије, у којем је Темишвару припала посебна улога. Наиме, Пожаревачким миром из 1718. године Аустрија је добила на рачун Турске Банат, Олтенију, део Србије са Београдом, делове Босне и Славоније.
Сматрајући да је Београд сувише близу Турској, београдски митрополит Мојсије (Петровић) је преместио седиште своје митрополије у Темишвар, где је свечано устоличен 1721. године. По смрти карловачког митрополита Викентија (Поповића) 1726. године, Мојсије (Петровић) је изабран и за митрополита карловачког, чиме је практично почело уједињавање Српске православне цркве са територије Аустрије. Дакле, митрополит Мојсије (Петровић) је из Темишвара прешао на карловачку митрополитску катедру.
При спровођењу јерархијске поделе у Карловачкој митрополији 1864. године Темишварска епархија је, као српска, остала у Карловачкој митрополији, с тим што је уступила румунске црквене општине, а преузела српске црквене општине из Арадске епархије. Мешовите црквене општине су додељене према већинској припадности верника.
По мери укидања надлежности Карловачке митрополије, односно њеног укључивања у васпостављену српску Београдску патријаршију после Првог светског рата и Темишварска епархија је постала део уједињене Српске православне цркве. Тадашњи епископ Георгије Летић преместио је седиште из Темишвара у Кикинду. 1931. године дошло је до арондације између Темишварске и новоуспостављене Епархије банатске (наследница Епархије вршачке), тако да је прва у потпуности преузела српске вернике у Румунији, а друга у Србији.

## Епископи
Досадашњи епископи ове епархије су:
- Неофит, 1608-1613.; син родитеља Милете и Јовке[5]
- Исаија, 1640.
- Јосиф, 1643-1655; умро и сахрањен у манастиру Партошу.
- Теодор, 1643.
- Севастијан, 1644-1647.
- Михаило, 1681–1687.; епископ темишварски и бечкеречки; дародавац 1691. године Хиландара и Кареје
- Василије, 1688.
- Јосиф II, после 1688.
- Василије, око 1693.
- Исаија Ђаковић, 1694–1708.
- Константин, "Грк", 1704–1713.; поставио га српски патријарх Калиник.
- Хаџи Јоаникије Владисављевић, 1713–1722-1727, 7. октобра, изабран на Синоду у Пећи
- Никола Димитријевић, 1728–1744.; до тада епископ Карансебешки

|  | Георгије Поповић, 1745–1757.          |
|  | Вићентије Јовановић Видак, 1759–1774. |
|  | Мојсеј Путник, 1774–1781.             |
|  | Софроније Кириловић, 1781–1786.       |

- Петар Петровић, 1786–1800.
- Стефан Авакумовић,1801–1822.
- Јосиф Путник, 1829–1830.
- Максим Мануиловић, 1833–1838.

|  | Пантелејмон Живковић, 1839–1851. |
|  | Самуил Маширевић, 1853–1864.     |

- Антоније Нако, 1864–1869.
- Георгије Војновић, 1874–1881.

|  | Георгије Бранковић, 1882–1890. |
|  | Никанор Поповић, 1891–1901.    |
|  | Др Георгије Летић, 1904–1931.  |

### Администратори
Осим тога у неком периоду епархијом су управљали администратори:
- Арсеније Стојковић (1872—1874);
- Герман Анђелић (1881—1882);
- Георгије Бранковић (1890—1891);
- Нектарије Димитријевић (1891);
- Георгије Бранковић (1901);
- Лукијан Богдановић (1901—1904);
- Др Георгије Летић (1932—1935);
- Др Иринеј Ћирић (1935—1952);
- Висарион Костић (1952—1979);
- Хризостом Војиновић (1979—1980);
- Др Сава Вуковић (1980—1996);
- Лукијан Пантелић од 1996

### Архијерејски заменици
Архијерејски заменици су били:
- Стефан Михајловић (1870—1872);
- Гедеон Цветић (1872—1874);
- Герман Јовановић (1881—1882);
- Иларион Руварац (1882);
- Исак Дошен (1901);
- Др Стефан Николић (1919—1927);
- Слободан Костић (1942—1947);
- Стеван Томић (1947—1971);
- Ђорђе Хранисављевић (1971—1978);
- Владимир Марковић (1978-2010).
- Маринко Марков (од 2010)

## Храмови
Епархија темишварска располаже са 55 храма, од којих се један број налази у данас упражњеним парохијама, где Срба има врло мало, или их више уопште нема.
- Саборна црква светог Вазнесења Господњег, Темишвар (Timişoara)
- Црква Обновљења храма светог великомученика Георгија, Наћфала (Satu Mare)
- Црква Преноса моштију светог Николе, Варјаш (Variaş)
- Црква Преноса моштију светог Николе, Велики Семпетар (Sânpetru Mare)
- Црква Преноса моштију светог Николе, Дињаш (Diniaş)
- Црква Преноса моштију светог Николе, Мали Бечкерек (Becicherecu Mic)
- Црква Преноса моштију светог Николе, Радимна (Radimna)
- Црква Преноса моштију светог Николе, Саравола (Saravale)
- Црква Преноса моштију светог Николе, Свиница (Sviniţa)
- Црква Преноса моштију светог Николе, Соколовац (Socol)
- Црква Преноса моштију светог Николе, Темишвар–Мехала (Timişoara)
- Црква Преноса моштију светог Николе, Чанад (Cenad)
- Црква Рођења Пресвете Богородице, Торња (Turnu)
- Црква Рођења Пресвете Богородице, Фенлак (Felnac)
- Црква Рођења светог Јована Крститеља, Кетфељ (Gelu)
- Црква Рођења светог Јована Крститеља, Рудна (Rudna
- Црква Рођења светог Јована Крститеља, Стара Молдава (Moldova Veche)
- Црква Сабора Срба светитеља, Дета (Deta)
- Црква светих апостола Петра и Павла, Арад (Arad)
- Црква светих апостола Петра и Павла, Дежан (Dejan)
- Црква светог арханђела Михаила, Гад Gad, (Рудна)
- Црква светог арханђела Михаила, Толвадија (Livezile)
- Црква светог арханђела Гаврила, Иванда (Ivanda)
- Црква светог арханђела Гаврила, Пожежена (Pojejena)
- Црква светог арханђела Гаврила, Ченеј (Cenei)
- Црква светог Вазнесења Господњег, Белобрешка (Belobreşca)
- Црква светог Вазнесења Господњег, Ђир (Giera)
- Црква светог Вазнесења Господњег, Љупкова (Liubcova)
- Црква светог Вазнесења Господњег, Мачевић (Măceşti)
- Црква светог Вазнесења Господњег, Парац (Parţa)
- Црква светог Вазнесења Господњег, Српски Семартон (Sânmartinu Sârbesc)
- Црква Васкрсења Христовог, Решица (Reșița)
- Црква светог великомученика Димитрија, Дивић (Divici)
- Црква светог великомученика Димитрија, Кнез (Satchinez)
- Црква светог великомученика Димитрија, Надлак (Nădlac)
- Црква светог великомученика Димитрија, Сока (Soca)
- Црква светог великомученика Георгија, Златица (Zlatiţa)
- Црква светог великомученика Георгија, Кеча (Checea)
- Црква светог великомученика Георгија, Краљевац (Cralovăţ)
- Црква светог великомученика Георгија, Лукаревац (Lucareţ)
- Црква светог великомученика Георгија, Мунара (Munar)
- Црква светог великомученика Георгија, Немет (Beregsău Mic)
- Црква светог великомученика Георгија, Петрово Село (Petrovaselo)
- Црква светог великомученика Георгија, Печка (Pecica)
- Црква светог великомученика Георгија, Станчево (Stanciova)
- Црква светог великомученика Георгија, Фабрика - Темишвар (Timişoara)
- Црква светог кнеза Лазара, Моноштор (Mănăştur)
- Црква светог Преображења Господњег, Арад–Гај (Arad)
- Црква светог пророка Илије, Лесковица (Lescoviţa)
- Црква светог пророка Јеремије, Луговет (Câmpia)
- Црква Силаска Светог духа на апостоле, Улбеч (Рeciu Nou)
- Црква Успења Пресвете Богородице, Велики Семиклуш (Sânnicolau Mare)
- Црква Успења Пресвете Богородице, Дента (Denta)
- Црква Успења Пресвете Богородице, Фењ (Foeni)
- Црква Успења Пресвете Богородице, Чаково (Ciacova)

## Манастири
- Базјаш
- Бездин
- Брзава
- Златица
- Кусић